# Aztec Ruins nationalmonument

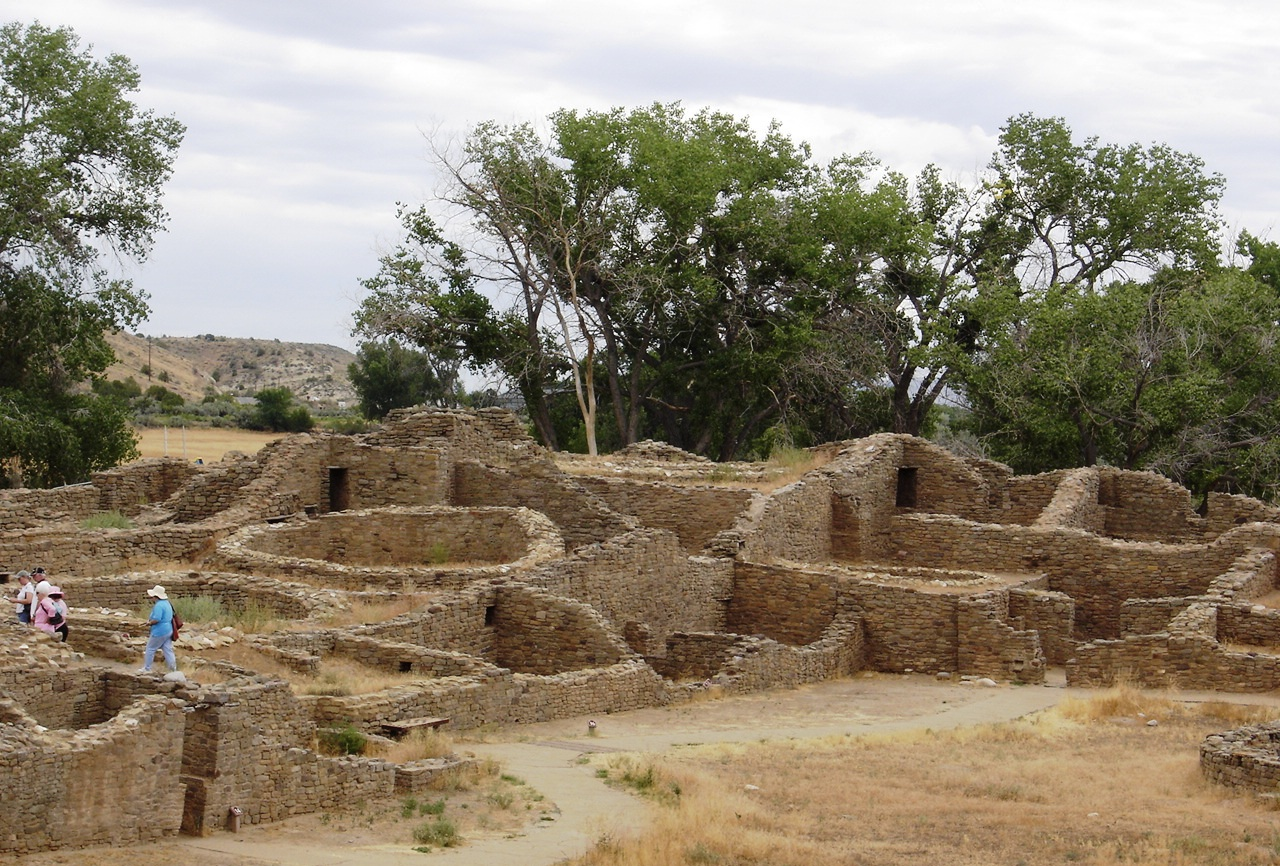
Aztec Ruins nationalmonument

Aztec Ruins nationalmonument ligger i San Juan County i delstaten New Mexico i USA. Namnet är missvisande eftersom det inte handlar om ruiner från aztekerna utan om puebloindianer. Tidiga utgrävare tog miste.
Här finns en stor utgrävd ruin med över 500 rum. Det finns även outgrävda områden och en unik ruin av en stor kiva som man täckt över igen, för att det inte fanns resurser att hålla den i skick.
Man tror att människor inte bodde här året runt utan att detta var en samlingsplats för handel och religiösa ceremonier. En stor, centralt placerad kiva har återställts till hur man tror att den en gång såg ut och den används idag till religiösa ceremonier och för gamla traditioner vidare. 